# Положево
Положево (укр. Положеве) — село в Шацкой поселковой общине Ковельского района Волынской области Украины.
До 2020 года входило в Шацкий район.
У села протекает река Припять.
Код КОАТУУ — 0725785403. Население по переписи 2001 года составляет 257 человек. Почтовый индекс — 44000. Телефонный код — 3355. Занимает площадь 0,391 км².